# Elecciones judiciales de Bolivia de 2024
Las elecciones judiciales de Bolivia de 2024 Originalmente estaban programadas a celebrarse en 2023; sin embargo, los jueces  prorrogaron indefinidamente sus propios mandatos. Luego fueron aplazadas al 1 de diciembre de 2024 pero fue postergada tras las protestas y bloqueos que han realizado los seguidores del expresidente Evo Morales, en objeción a la falta de totalidad de las elecciones. Es la tercera ocasión en la que se elegirán por voto popular a los magistrados del Tribunal Constitucional Plurinacional, Tribunal Supremo de Justicia, Tribunal Agroambiental y Consejo de la Magistratura, y la primera ocasión en la que se realizarán de forma parcial.
En el proceso electoral, finalmente, participan 98 candidaturas preseleccionadas entre julio y agosto de 2024 por la Asamblea Legislativa Plurinacional, cifra que se estableció luego de la sentencia constitucional 0777/2024-S4, que estableció el desarrollo de elecciones parciales.
Para la votación, se habilitaron en el Padrón Electoral a 7.333.933 ciudadanos mayores de 18 años, mientras que el calendario electoral contempla 62 actividades que iniciaron con la emisión de la convocatoria para el proceso, hecha el 13 de agosto de 2024, hasta la comunicación oficial de los resultados a la Asamblea Legislativa Plurinacional, por parte del Tribunal Supremo Electoral.
En esta elección se usarán dos papeletas: una con las candidaturas al Consejo de la Magistratura y al Tribunal Agroambiental; y una con las candidaturas al Tribunal Constitucional Plurinacional o Tribunal Supremo de Justicia, en el caso de la circunscripción departamental.
El Tribunal Constitucional declaró vacantes siete de las veintiséis convocatorias de cargos, negándose a que se elijan nuevos magistrados, lo cual causó polémica en el país.
Al terminar en proceso electoral, el Tribunal Supremo Electoral anunció que daría a conocer los resultados de las elecciones para el miércoles. Afirmando que  «la jornada transcurrió tranquila con pequeños percances y esperamos dar a conocer los resultados hasta el miércoles», dijo el vocal electoral Tahuichi Quispe.